# Кюллёнен, Анне
Анне Кюллёнен (фин. Anne Kyllönen, род. 30 ноября 1987, Каяани, Оулу) — известная финская лыжница, более успешно выступает в спринтерских гонках.

## Карьера
В Кубке мира Кюллёнен дебютировала в 2007 году, в марте 2010 года впервые попала в десятку лучших на этапе Кубка мира, в эстафете. Всего на сегодняшний момент имеет 7 попаданий в десятку лучших на этапах Кубка мира, 3 в личных и 4 в командных гонках. Лучшим достижением Кюллёнен в общем итоговом зачёте Кубка мира является 21-е место в сезоне 2011/12.
За свою карьеру принимала участие в одном чемпионате мира, на чемпионате мира 2011 года, заняла 33-е место в спринте свободным стилем.
Использует лыжи и ботинки производства фирмы Fischer.